# Langessa nomophilalis
Genre
Espèce
Langessa nomophilalis est une espèce américaine d'insectes lépidoptères (papillons) appartenant à la famille des Crambidae. Elle est l'unique représentante du genre monotypique Langessa.
Elle est présente dans le Sud-Est des États-Unis.